# Зернов, Александр Сергеевич (ботаник)
Александр Сергеевич Зернов (род. 14 февраля 1972, г. Пушкино Московской области) — российский ботаник (флорист, систематик), доктор биологических наук, профессор МГУ.
Сфера научных интересов охватывает теоретические вопросы общей географии растений, флористику, флорогенетику и систематику кавказских таксонов высших растений, вопросы охраны видов кавказской флоры и их популяций. Автор описаний ряда таксонов и новых номенклатурных комбинаций.

## Биография
- 1979—1989 — Пушкинская средняя школа № 9.
- 1989—1994 — Биолого-химический факультет Московского государственного педагогического института им. В. И. Ленина (с 1990 г. Московский педагогический государственный университет — МПГУ).
- 1994—1997 — Аспирантура кафедры ботаники МПГУ (научный руководитель д.б.н., проф. А. Г. Еленевский).
- 1995—1997 — Ассистент кафедры ботаники МПГУ.
- 1997—2001 — Старший преподаватель кафедры ботаники МПГУ.
- 1999 — Защита кандидатской диссертации на тему «Флора Северо-Западного Закавказья» (официальные оппоненты — д.б.н., проф. А. И. Шретер, к.б.н., доц. Юрий Евгеньевич Алексеев)[2][3].
- 2001—2007 — Доцент кафедры ботаники МПГУ.
- 2001—2006 — Младший научный сотрудник ботанического сада МГУ М. В. Ломоносова, научный куратор коллекций открытого грунта филиала «Аптекарский огород».
- 2006 — Защита докторской диссертации на тему «Флора Северо-Западного Кавказа»[4][5](официальные оппоненты — член-корр. РАН, проф. Н. Н. Цвелёв, д.б.н., проф. В. Г. Онипченко, д.б.н. В. И. Радыгина).
- 2006—2009 — Старший научный сотрудник ботанического сада МГУ.
- 2007—2018 — Профессор кафедры ботаники и основ с/х Московского государственного областного университета (МГОУ).
- С 2008 — Старший научный сотрудник Тебердинского государственного природного биосферного заповедника.
- С 2009 — Профессор кафедры высших растений МГУ.

Читает лекционные курсы «Общая ботаника. Высшие растения», «Репродуктивная биология высших растений», «Биогеография», «География растений». Автор учебно-методических комплексов и программ по специальностям «Естественнонаучного образования» в вузе.

## Научная деятельность
Участие в работе оргкомитетов конференций:.
- 2009. Международная конференция «Горные экосистемы и их компоненты». Нальчик.
- 2010. Международная конференция «XII Московское совещание по филогении растений». Москва.
- 2012. Биогеография: методология, региональный и исторический аспекты. Москва.
- 2013. Систематические и флористические исследования Северной Евразии (к 85-летию со дня рождения проф. А. Г. Еленевского). Москва.
- 2015. XIII Московское совещание по филогении растений. Москва.
- 2017. Конференция по систематике и эволюционной морфологии растений, посвящённая 85-летию со дня рождения В. Н. Тихомирова. Москва.
- 2018. Систематические и флористические исследования Северной Евразии: II Международная конференция (к 90-летию со дня рождения профессора А. Г. Еленевского). Москва.
- 2019. Х Международная конференция по экологической морфологии растений, посвящённая памяти И. Г. и Т. И. Серебряковых. Москва.

## Основные публикации
Монографии
- Зернов А. С. Растения Северо-Западного Закавказья. М.: Изд. МПГУ, 2000. 130 с.
- Зернов А. С., Паршин А. Ю. Определитель весеннецветущих растений Ботанического сада МГУ «Аптекарский огород». М., 2002. 160 с.
- Зернов А. С. Определитель сосудистых растений севера Российского Причерноморья. М.: Товарищество научн. изд. КМК, 2002. 283 с.
- Зернов А. С. Флора Северо-Западного Кавказа. М.: Товарищество научн. изд. КМК, 2006. 664 с.
- Зернов А. С., Хубиева О. П. Растения города Черкесска (Конспект флоры). М., 2008. 76 с.
- Зернов А. С. Растения Российского Западного Кавказа. Полевой атлас. М.: Товарищество научн. изд. КМК, 2010. 448 с.
- Онипченко В. Г., Зернов А. С., Воробьева Ф. М. Сосудистые растения Тебердинского заповедника (аннотированный список видов). Изд. 2-е, исправ. и доп. / Под ред. И. А. Губанова. М.: Изд. Комиссии РАН по сохранению биологического разнообразия и ИПЭЭ РАН, 2011. 144 с. [Флора и фауна заповедников. Вып. 99a].
- Зернов А. С., Онипченко В. Г. Сосудистые растения Карачаево-Черкесской Республики (Конспект флоры). М.: МАКС Пресс, 2011. 240 с.
- Зернов А. С. Иллюстрированная флора юга Российского Причерноморья. М.: Т-во научн. изд. КМК, 2013. 588 с.
- Зернов А. С., Алексеев Ю. Е., Онипченко В. Г. Определитель сосудистых растений Карачаево-Черкесской Республики. М.: Товарищество научн. изд. КМК, 2015, 459 с.
- Экологический Атлас. Чёрное и Азовское моря / В. О. Мокиевский, А. Б. Цетлин, Е. И. Игнатов и др. Фонд НИР Москва, 2019. 464 с.
- Egorov A.V., Zernov A.S., Onipchenko V.G. (2020) North-Western Caucasus. In: Noroozi J. (eds) Plant Biogeography and Vegetation of High Mountains of Central and South-West Asia. Plant and Vegetation, vol 17. Springer, Cham. pp 315—360. https://doi.org/10.1007/978-3-030-45212-4_9
- Онипченко В. Г., Зернов А. С. Сосудистые растения Тебердинского национального парка (аннотированный список видов). М.: Изд. Комиссии РАН по сохранению биологического разнообразия и ИПЭЭ РАН, 2022. 177 с. [Флора и фауна заповедников. Вып. 99Б].
- Зернов А. С., Онипченко В. Г., Филин А. Н. Сосудистые растения Даутского заказника (аннотированный список видов). М: Изд. Комиссии РАН по сохранению биологического разнообразия Москва, 2023. 180 с. [Флора и фауна заповедников. Вып. 99/1].

## Награды
Лауреат премии МГУ им. И. И. Шувалова (2011) за монографии «Флора Северо-Западного Кавказа» и «Растения Российского Западного Кавказа. Полевой атлас».
Почётная грамота Министерства образования и науки Российской Федерации «За многолетнюю плодотворную работу по развитию и совершенствованию учебного процесса, значительный вклад в дело подготовки высококвалифицированных специалистов» (2016).
Лауреат Премии имени В. Л. Комарова (2020) за серию работ по теме «Флора Западного Кавказа».